# Malcolm Ier
Pour les articles homonymes, voir Malcolm.
Malcolm Ier (Máel Coluim mac Domnaill), mort en 954, fils de Donald II, devient roi d'Écosse en 942 ou 943, après que son cousin Constantin II a abdiqué pour devenir moine.

## Origine
Malcolm Ier ou Mael Coluim mac Domnaill (mort en 954), est le fils de Donald II (mort en 900), il devient roi à une date incertaine, en 942 ou 943. La confusion des sources, si elle n'est pas le résultat de multiples erreurs de copistes, doit indiquer une période d'incertitude politique pendant laquelle il asseoit graduellement son autorité contre le vieux roi Constantin II (mort en 952), qui se retire peut-être sous sa pression et devient moine à Saint-Andrews.

## Règne
Pendant tout son règne, Malcolm mène une politique d'expansion de son pouvoir tant vers le sud qu'au nord. En 945, il bénéficie de la dévastation du royaume de Strathclyde par Edmund de Wessex, après laquelle la région reconnaît finalement qu'elle appartient à la sphère d'influence de Malcolm,.
Malcolm attaque ensuite le nord de l'Angleterre jusqu'à la Tees vers 949, peut-être s'agit il d'appuyer la tentative d'Olaf Kvaran roi de Dublin qui vise à conquérir le royaume viking d'York. À la même période où peut-être avant, il conduit ses armées au Moray et tue le mormaer nommé Cellach, qui en était peut-être le roi.
En 952, il fait partie d'une alliance de Scots, Britons (du Strathclyde), et de « Saxons », c'est-à-dire un parti de northumbriens, qui est vaincue par une force scandinave, probablement conduite par Erik Bloodaxe, ancien roi de Norvège, qui prend le contrôle d'York à cette époque.
Le règne de Malcolm Ier n'a pas été troublé par des problèmes domestiques, cependant en 954 il est tué par les « Hommes de Mearns » à Fetteresso dans le Kincardineshire,. Son corps est réputé avoir été transporté à Iona pour y être inhumé. Il laisse deux fils, Dubh (mort en 966) et Kenneth (mort en 995), qui deviendront tous deux rois d'Écosse mais il a comme successeur  Indulph, le fils de Constantin II.